# Кассель
Ка́ссель (нім. Kassel, до 1926 року офіційна назва Cassel) — місто, розташоване в центральній частині Німеччини, на річці Фульда, у землі Гессен. Кассель — єдине велике місто на півночі землі Гессен і третє за величиною місто землі Гессен після Франкфурта і Вісбадена. Згідно з даними реєстру населення, станом на 31.12.2018 у Касселі проживало 205 076 осіб.
Заснований в X столітті. Архітектурні пам'ятники і ансамблі XIII–XVIII століть. Державна художня збірка (в Палаці на пагорбі Вільгельма). У червні 2013 року Гірський парк Вільгельма було занесено до списку Світової спадщини ЮНЕСКО. З 1955 року кожних п'ять років у Касселі відбувається виставка сучасного мистецтва — documenta. З 1971 року, з заснуванням першого універсального університету, Кассель стає університетським містом.

## Географія
Кассель знаходиться приблизно 70 км на північний захід від географічного центру Німеччини. Кассель є третім найближчим великим містом від географічного центру Німеччини після Ерфурта і Геттінгена (відстань близько 50 км). Місто знаходиться на півночі землі Гессен, близько до кордонів земель Нижньої Саксонії і Тюрингії.

## Історія

### Назва міста
Перша документальна згадка про королівський двір Chassalla (чи Chassella; пізніше Cassel) датується 18 лютим 913 року. Цю літописну згадку можна знайти у двох свідоцтвах, які збереглися до сьогоднішніх днів.
Уже близько 400 років існують різні пояснення походження назви міста Кассель; особливо популярним є утворення назви з латинського слова castellum/castella — замок/фортеця. Згідно з останнім дослідженням, назва може також бути з'єднанням германо-німецьких коренів, які складаються з таких частин як kas- «низина, заглиблення» та sella, похідна від слова sali/seli — будівля. В оригінальному значенні назва Кассель перекладалась б як «будівництво в або на низині». Таким чином, назва міста може сягати своїми коренями до передісторії міста.

### Перші поселення та заснування міста
Отже, уперше Кассель згадується у 913 році. Проте під час розкопок в районі старого ринку (Altmarkt) було натраплено на старі знахідки, які були археологічно законсервовані протягом будівельних робіт до завершення будівництва фінансового центру в 2008 році. Вони дають зрозуміти, що на низовинах сьогоднішнього міста мали бути дохристиянські поселення. Ці знахідки поступилися місцем підземній автостоянці на тому ж місці.
Однак, документальна згадка є першим письмовим свідченням існування Касселя і одночасно доказом того, що місто має більш ніж тисячолітню історію розвитку. Проте, на початку не можливо говорити про Кассель як про місто. Швидше за все, на місці нинішньої регіональної ради стояло укріплення, у затишку якого протягом наступних кількох століть розвивалися поселення, чиї сліди поширення невеликою мірою ще можна прослідкувати на вулиці Graben. Колишній франкський королівський двір був побудований близько 1150 року як резиденція графів франконської Гессенгау, тобто графство Маден або Ґуденсберг.
Між 1140 і 1148 роками Генріх Распе та його мати Гедвіґ фон Ґуденсберґ заснували орден премонстрантів в Анаберзі на північному краю колишнього поселення, який отримав назву монастир Анаберґ. На той час двір, монастир і поселення вже були огороджені мурами, а вже до 1189 року Кассель отримав статус міста. Хоча відповідні документи, які б підтверджували цей статус, були втрачені, проте, в 1239 році права урядників міської ратуші та права містян були підтверджені ландграфом Германом Молодшим з Тюрингії.

### Середньовіччя
У 1189 році було вперше засвідчено існування Касселя як міста у сьогоднішньому значенні. Після закінчення епохи Людовінґера лінія Брабантер герцогині Софії здобула незалежність від династії Веттинів, тим самим закріпивши тісні зв'язки ландграфства Гессена і Голландії.
У 1239 році ландграф Герман II Молодший з Тюрингії відновив деякі міські права, і в 1277 році Кассель став головною резиденцією першого гессенського ландграфа Генріха I у новоствореному ландграфстві Гессен.

### XVI–XVIII століття
На початку XVI століття ландгарф Філіпп стає основним протагоністом Реформації. Вирішальну роль у формуванні міського пейзажу міста відіграв ландграф Карл, який з 1700 року почав втілювати свої амбітні барокові будівельні проєкти, як наприклад, Карлсауе або Геркулес. Під час Семирічної війни (1756–1763) багаторазово за місто боролися пруссько-британські союзники, до яких також увійшли Гессен-Кассель, та французи, які воювали на стороні Габсбурзької Марії-Терезії. У 1763 році був заснований Кассельський ярмарок.
Верхня нова частина міста (Oberneustadt) була заснована за планами придворного архітектора Сімона Луїса де Рея, який перетворив Кассель на місто-резиденцію та спроєктував площу Фрідріха (Фрідріхспляц) та Королівську площу (Кенігспляц). Крім того, під його егідою були побудовані адміністративні та культурні будівлі, а також комерційні будівлі у стилі неокласицизму.
Незабаром після того, як у 1803 році ландграф Гессен-Касселя став курфюрстом, у 1806 році війська Наполеона окупували місто, зробивши Кассель до 1813 року столицею новоутвореного Вестфальського королівства і резиденцією брата Наполеона — Жерома.

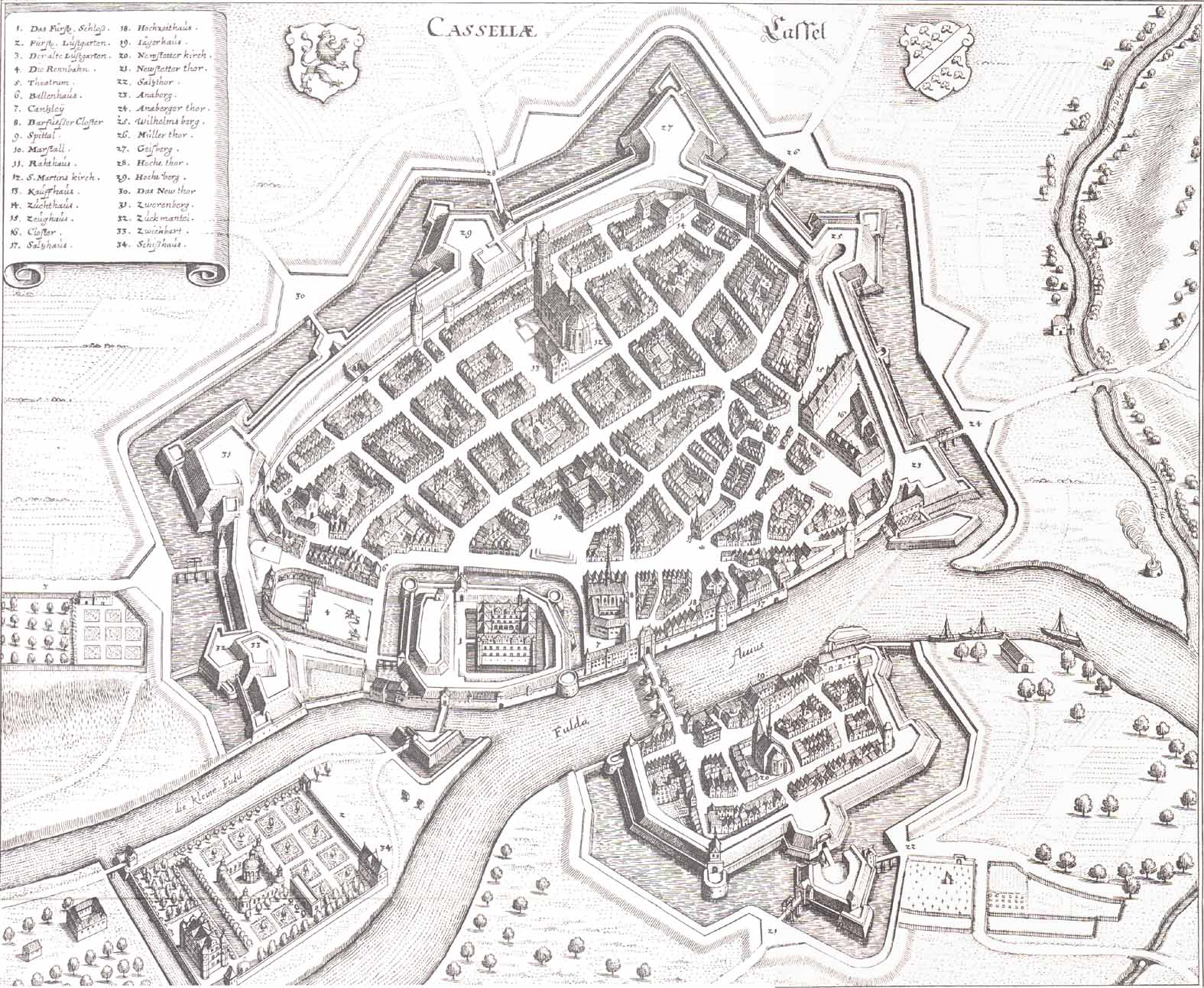
План міста Кассель, Маттеус Меріан, 1648
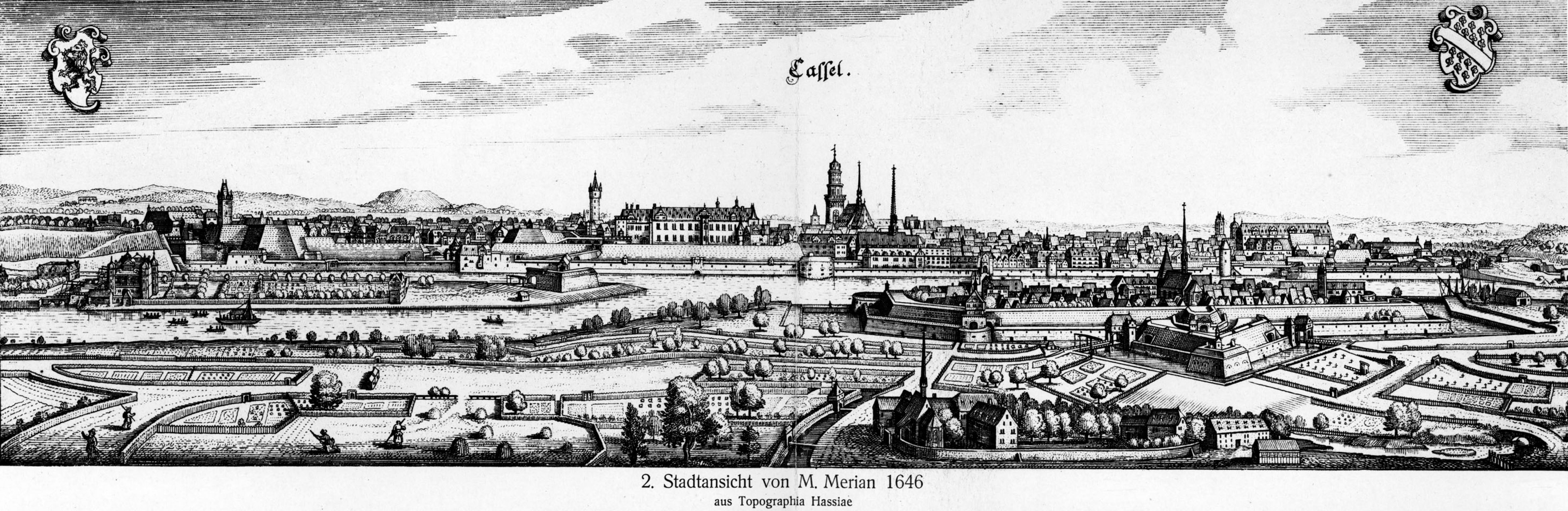
Cassel, Вид на місто з Topographia Hassiae, Маттеус Меріан, 1655
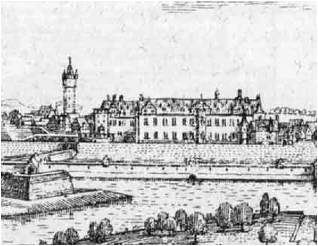
Міський замок Касселя, Маттеус Меріан, 1655
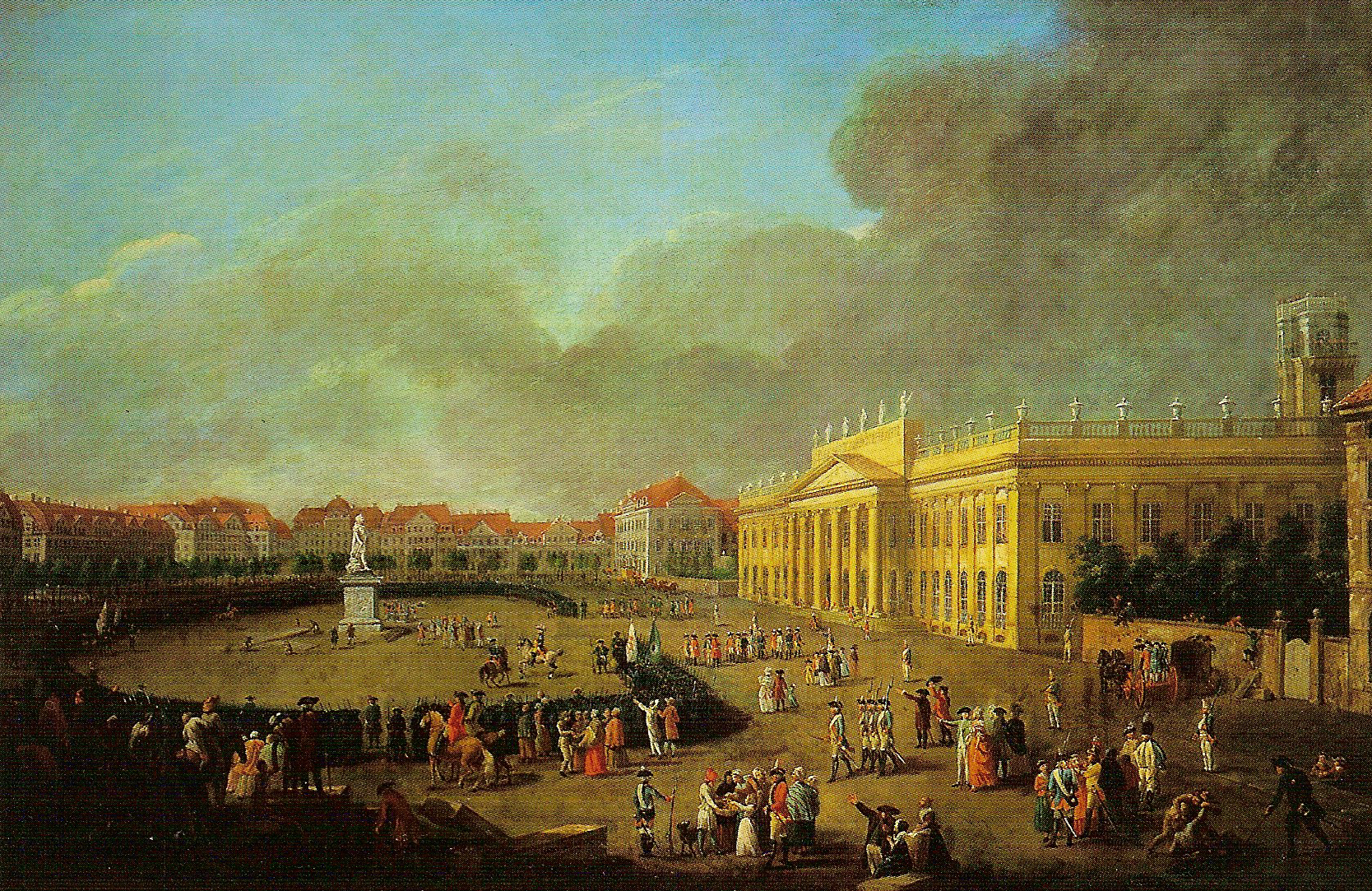
Відкриття пам'ятника ландграфу Фрідріху II, Й. Г. Тішбайн Старший, 1783

### XIX століття— період до Другої світової війни
На початку XIX століття в Касселі сформувалося коло представників романтизму — Ахім фон Арнім, Клеменс Брентано і Брати Грімм. У Кассельській політехніці працювали такі хіміки як Фрідріх Велер і Роберт Бунзен та фізик Рудольф Кольрауш, а індустріалізація перетворила Кассель на важливе промислове місто.
Кургессен втратив свою незалежність після Австро-прусської війни 1866 року і разом з Ганноверське королівство був анексований Пруссією. З того часу сім'я імператора проводила літні місяці в Касселі. До початку століття були створені величезні житлові райони і в скорому часі кількість жителів основної частини міста перевищила позначку 100 тисяч мешканців.
З 1920 року до 1925 року бургомістром Касселя був Філіпп Шайдеманн.

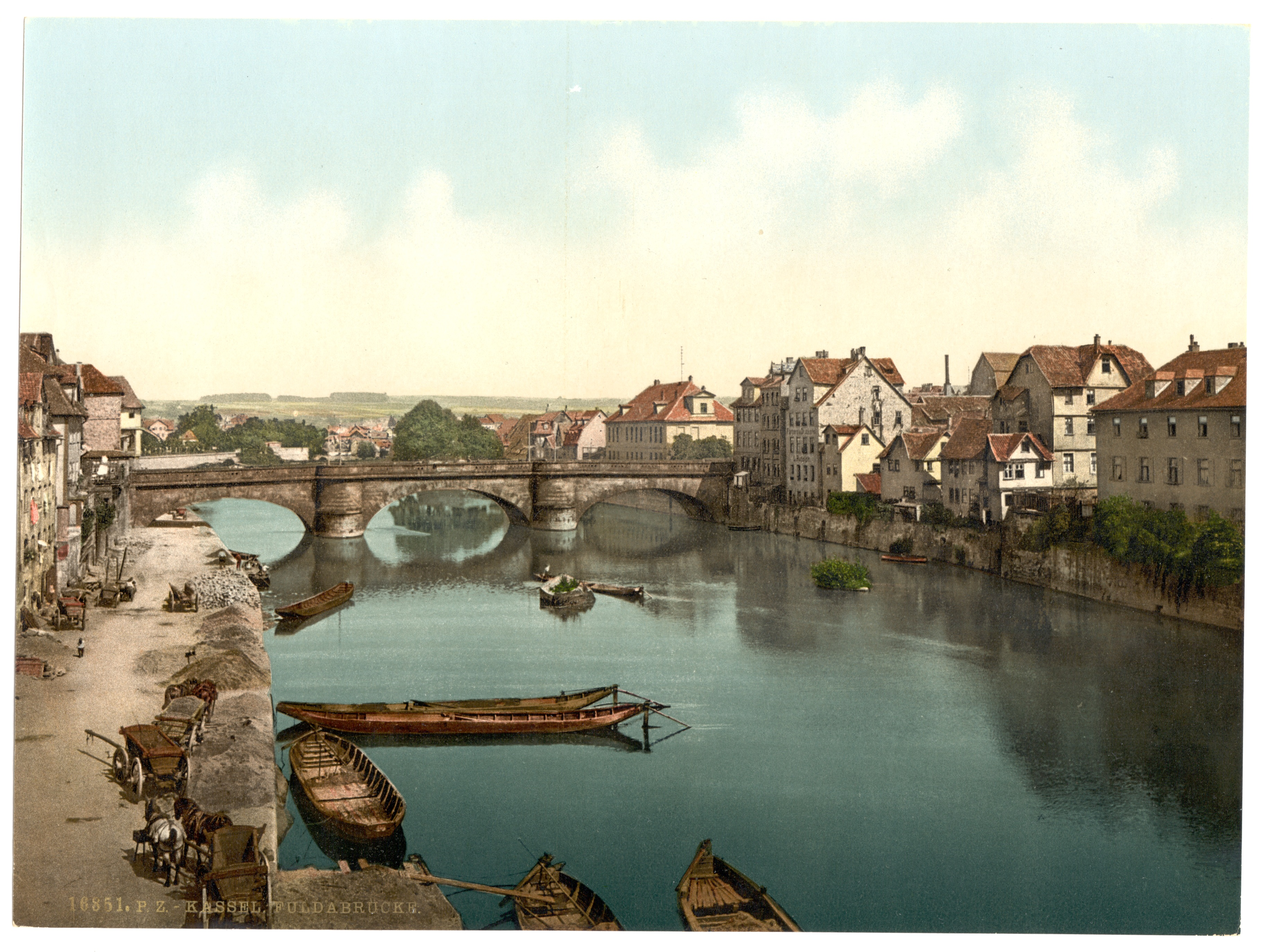
Міст через річку Фульда, Фотохром, 1900
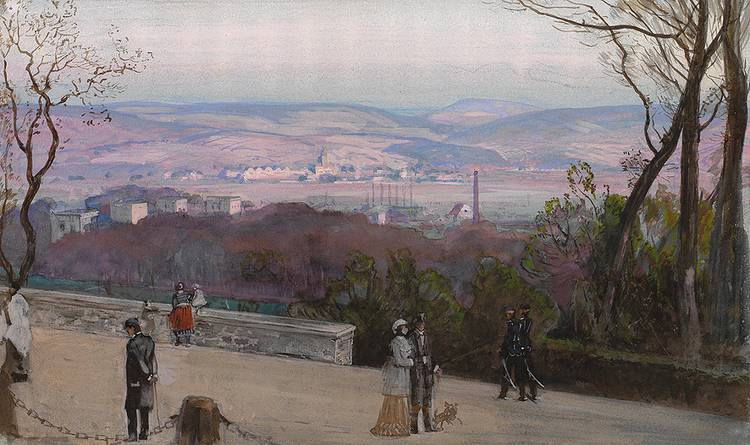
Вигляд з Шенер Аусзіхт на Кауфунгський ліс (Белев'ю), Луї Колітц, 1900
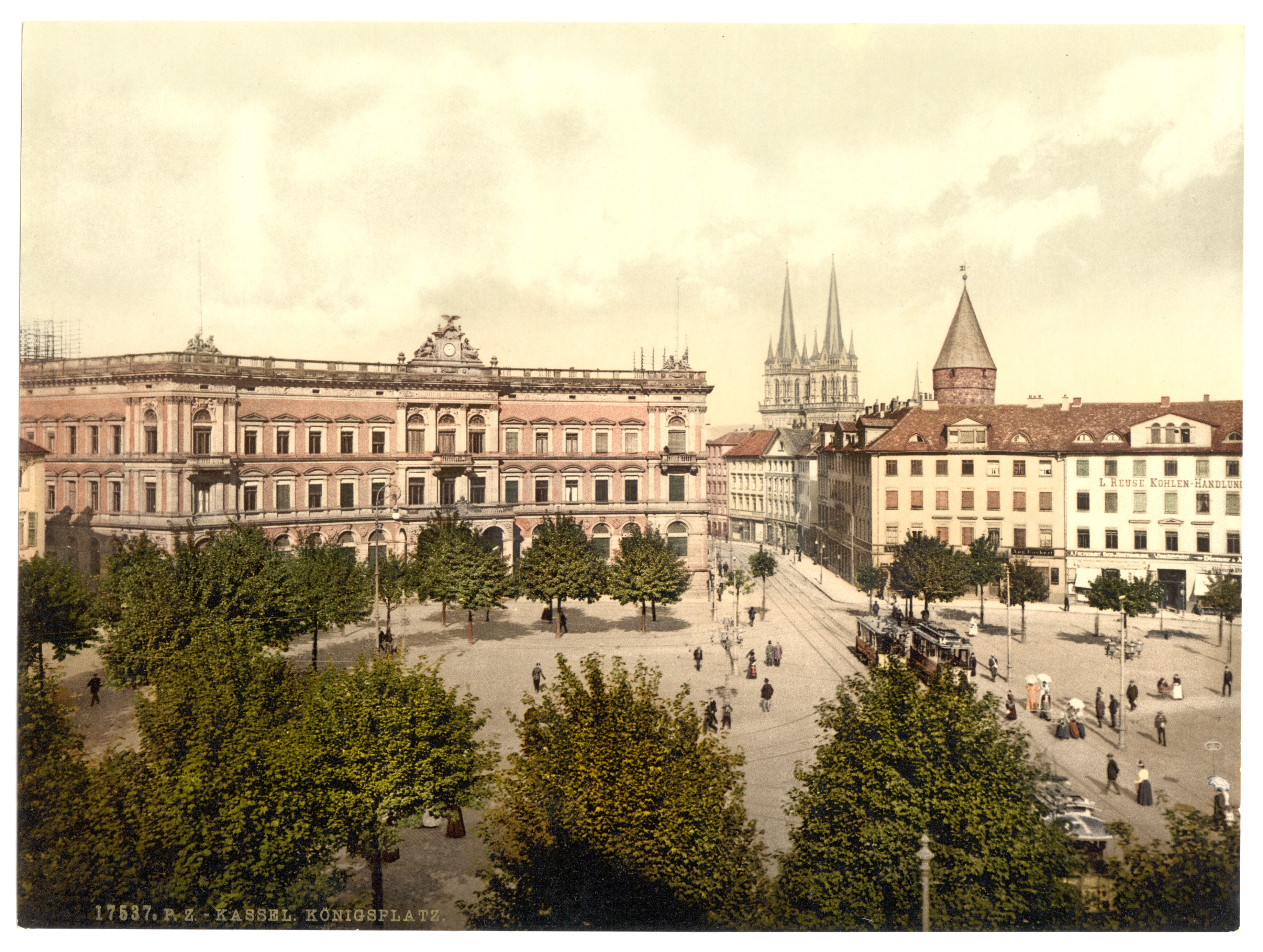
Кенігспляц, Фотохром, 1900
Вид на Кассель, Фотохром, 1900

Хоча в 1933 році у Касселі проходив «Рейхскрігертаг», місто не грало особливої ролі під владою НСРПН. Увечері 7 листопада 1938 року члени СА і СС почали нищити Кассельську синагогу та інші єврейські установи міста. Вони з'являлися в цивільному одязі, щоб імітувати «народний гнів», за два дні до 9 листопада та погромів, які увійдуть у німецьку історію як погроми «Кришталевої ночі». З початку 1930-х років місто в значній мірі вважалося «захопленим» («gleichgeschaltet»). Опір був обмежений кількома антифашистськими групами. Після погромів Кришталевої ночі єврейські кассельці були депортовані з головного вокзалу.

### Друга світова війна
Під час Другої світової війни кілька повітряних нальотів на Кассель знищили велику частину дуже важливого старого міста та інших міських будівель і забрали багато життів. Найтяжчого удару місто зазнало 22 жовтня 1943 року. В цю ніч загинуло понад 10 тисяч людей, а 80 відсотків будинків було знищено. Оскільки Кассель, особливо в старих районах міста, був містом з безліччю дерев'яних фахверкових будинків, він став ідеальною мішенню для авіаударів запальними бомбами відповідно до «Директиви про бомбардування територій». Внаслідок цілеспрямованого масового скидання фосфорних та циліндричних запалювальних бомб утворився вогняний смерч, спровокований горінням дерева, як наприклад у Дрездені, Гамбурзі, Пфорцгаймі, Вюрцбурзі або Дармштадті.
На початку квітня 1945 року американські війська зайняли Кассель. У інших місцях Німеччини війна продовжувалась до початку травня. Остаточно війна завершилась 8 травня 1945 року Актом про капітуляцію Німеччини.

### Післявоєнний час до об'єднання Німеччини
Кассель знаходився в Американській зоні окупації Німеччини. У 1949 році разом з Бонном, Франкфуртом-на-Майні та Штутгартом місто змагалося за роль нової столиці Федеративної Республіки Німеччина. Однією з основних причин, чому місто відхилили як резиденцію уряду, була безпосередня близькість до внутрішнього німецького кордону. З 1953 року в Касселі діють Федеральний суд з трудового права та Федеральний соціальний суд Німеччини. У 1999 році Кассель був змушений поступитися Федеральним судом з трудового права на користь Ерфурта.

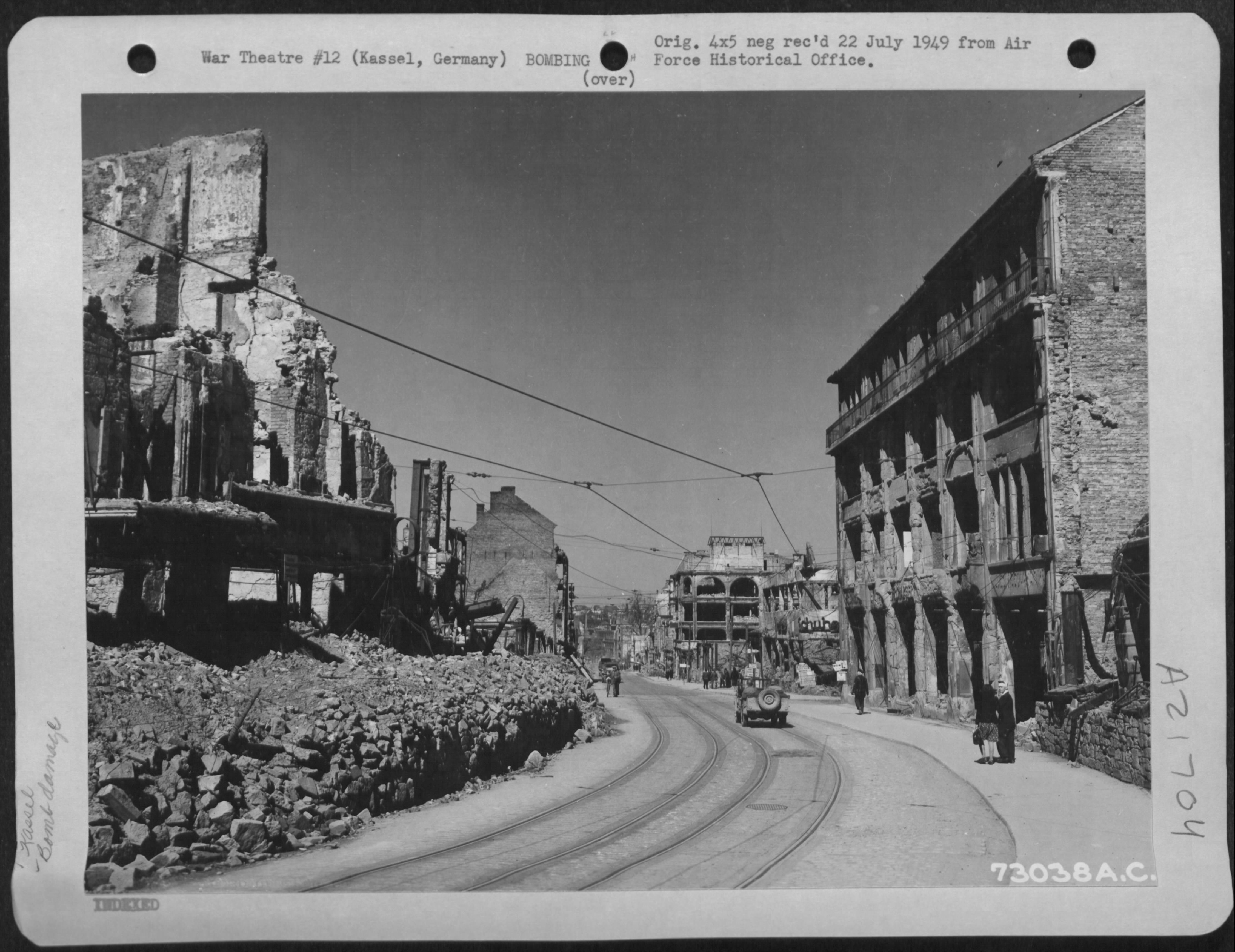
Вид на Унтере Кенігсштрасе після закінчення війни, 1945
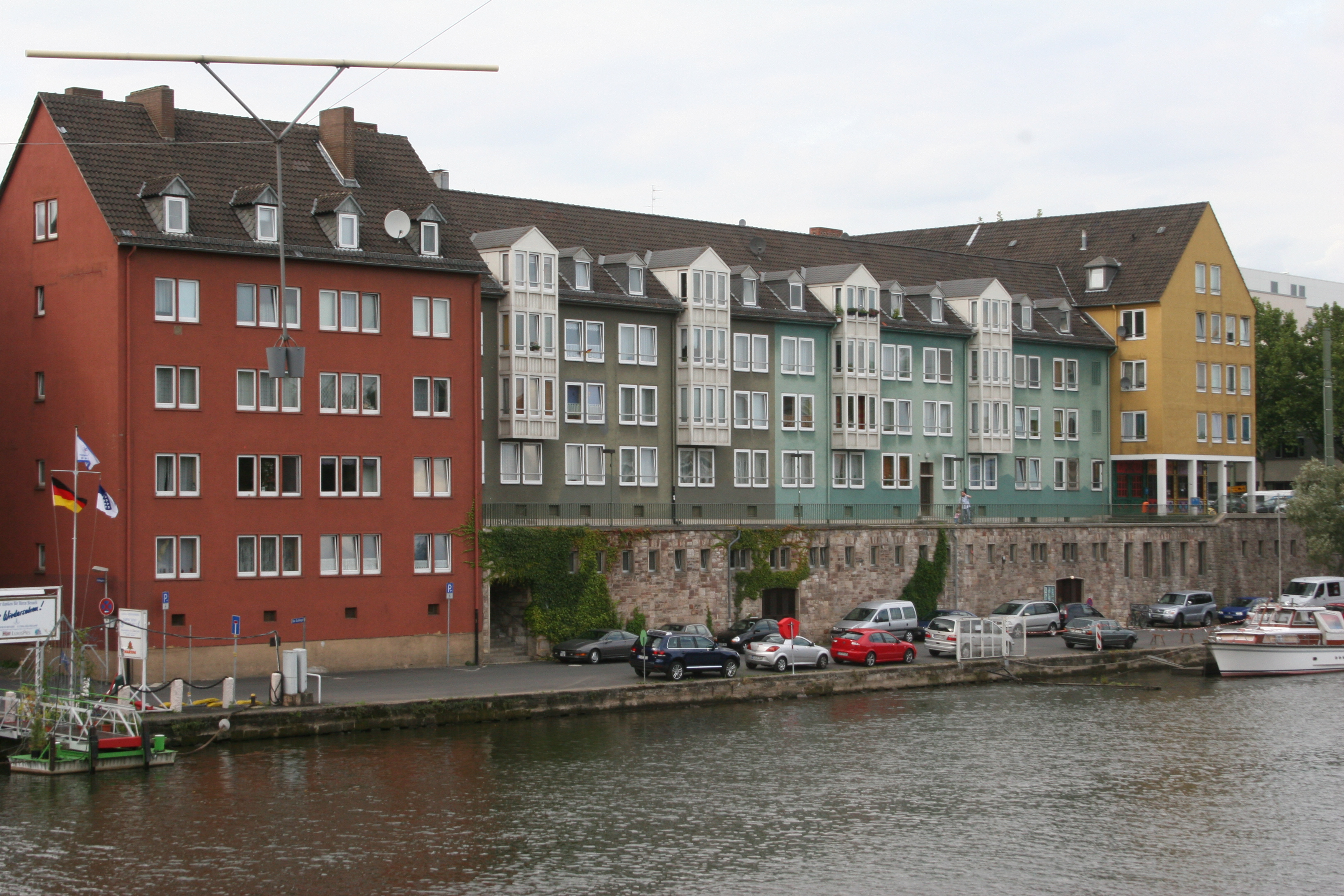
Шляґд в Касселі. Відбудова архітектурного ансамблю Паулем Боде, 1953
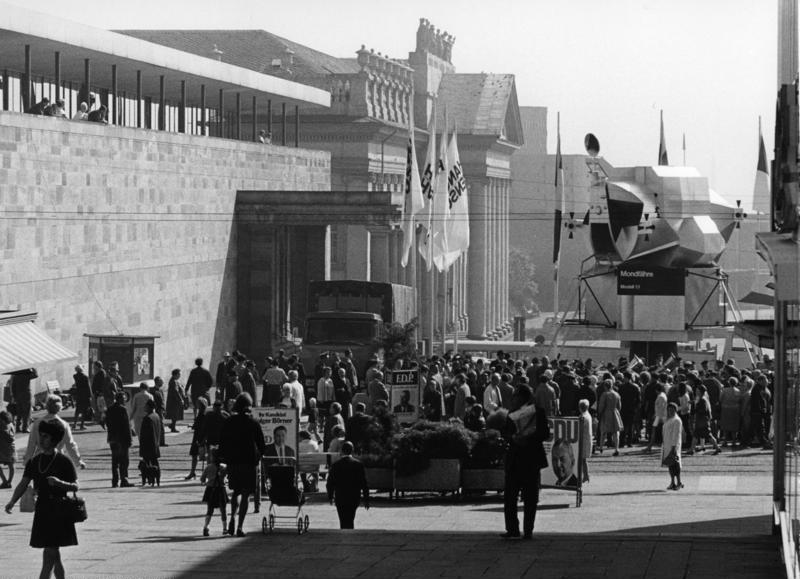
Вид на Кенігсштрасе з північної сторони Фрідріхспляц, 1969

Післявоєнна відбудова міста відбувалась за планами часів нацистської епохи, а також відповідала ідеї міста, сприятливого для автомобільного руху. 9 листопада 1953 року була відкрита Трепенштрасе, яка була першою пішохідною зоною в ФРН. У 1961 році Кассель стало першим містом в Німеччині, яке ввело паркувальний диск.
Як додаткову програму до Федеральної садівничої виставки 1955 року, Арнольд Боде ініціював виставку documenta 1, яка з тих пір перетворилася на найважливішу в світі виставку сучасного мистецтва.

### Період з 1990 року
У період з 29 травня до 1 червня 1991 року була відкрита нова залізнична станція Кассель-Вільгельмсгоге. Це була перша залізнична станція в Німеччині протягом десятиліть, дизайн якої був обраний з архітектурного конкурсу, і перша, яка була запланована як залізничний вокзал для поїздів ICE. У 1992 році було відкрито виставковий зал для «documenta». З 1995 року реалізована концепція регіонального трамвая Касселя.
З 1990-х років було відновлено район міста Унтернойштадт, який не був відбудований після його руйнування під час Другої світової війни.
З 2013 року Гірський парк Вільгельма є об'єктом Світової спадщини ЮНЕСКО.

## Населення
Згідно з даними реєстру населення, станом на 31.12.2018 у Касселі проживало 38 677 іноземців, з них 11 982 громадян інших країн Європейського Союзу.

## Політика
З 2006 року по 2016 рік Касселем управляла коаліція Соціал-демократичної партії Німеччини (СДП) і Партії Зелених. Після комунальних виборів 2016 року містом керує новоутворена коаліція представників таких партій: Соціал-демократичної партії Німеччини (СДП), Партії Зелених і Вільної демократичної партії Німеччини (ВДП).

## Економіка й інфраструктура
Транспортний вузол. Транспортне машинобудування (локомотиво-, вагоно- і автобудування), виробництво інструментів, хімічних волокон, електротехнічна, текстильна, харчова, поліграфічна промисловості.

## Освіта і наука
З 1633 по 1653 роки у Касселі існував перший університет. Новий Кассельський університет був заснований як універсальний університет у 1971 році й на той час був відомий своєю сучасною освітньою концепцією. У свою чергу ця концепція стала відомою як Кассельська модель.
Кассельський університет пропонує освітні програми на факультетах гуманітарних, культорологічних та соціальних наук (включаючи спорт), архітектури, містобудування, економіки, математики та природничих наук, органічного землеробства, цивільного будівництва та екології, машинобудування, електротехніки/інформатики та в інституті мистецтва.

## Релігія і церква

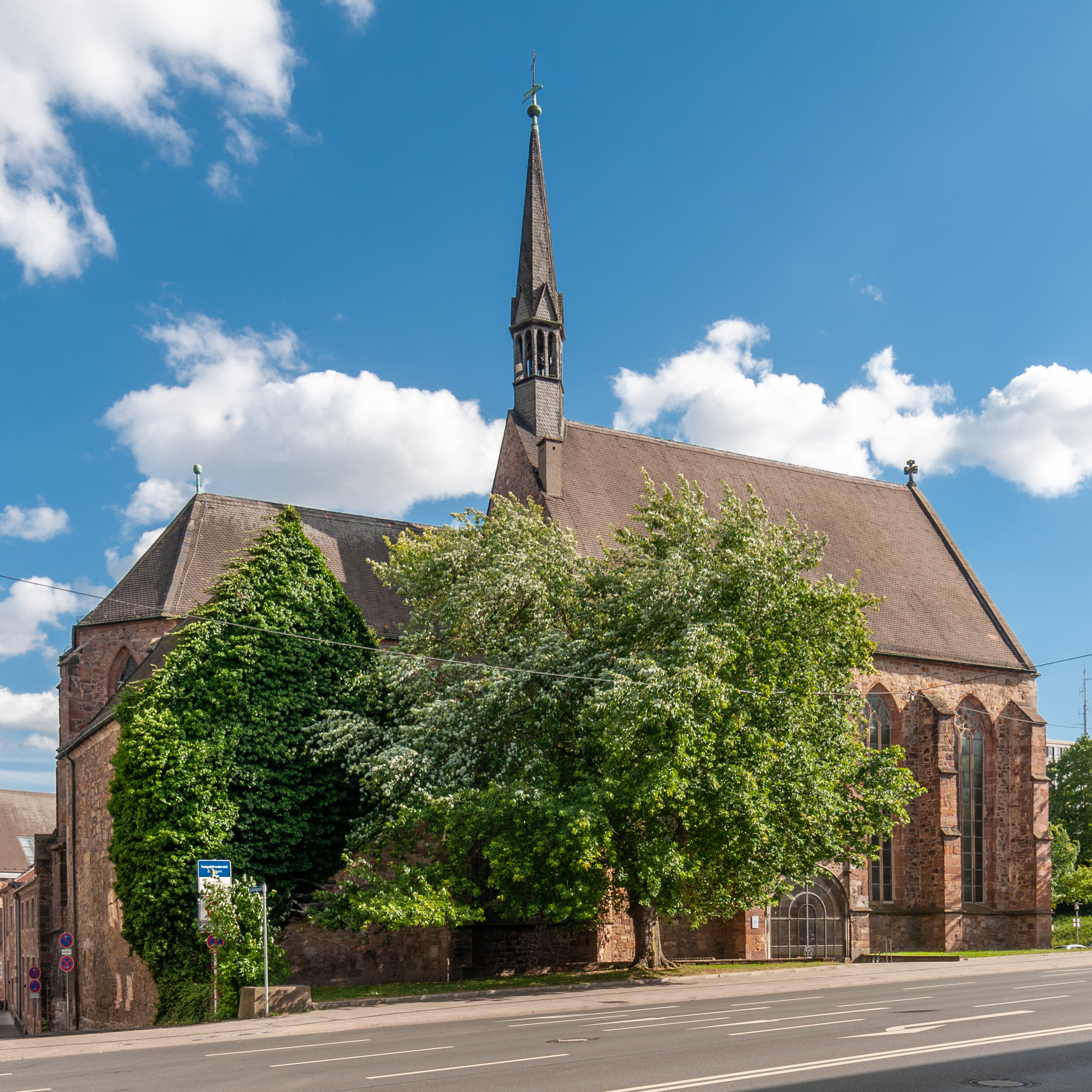
Брюдеркірхе

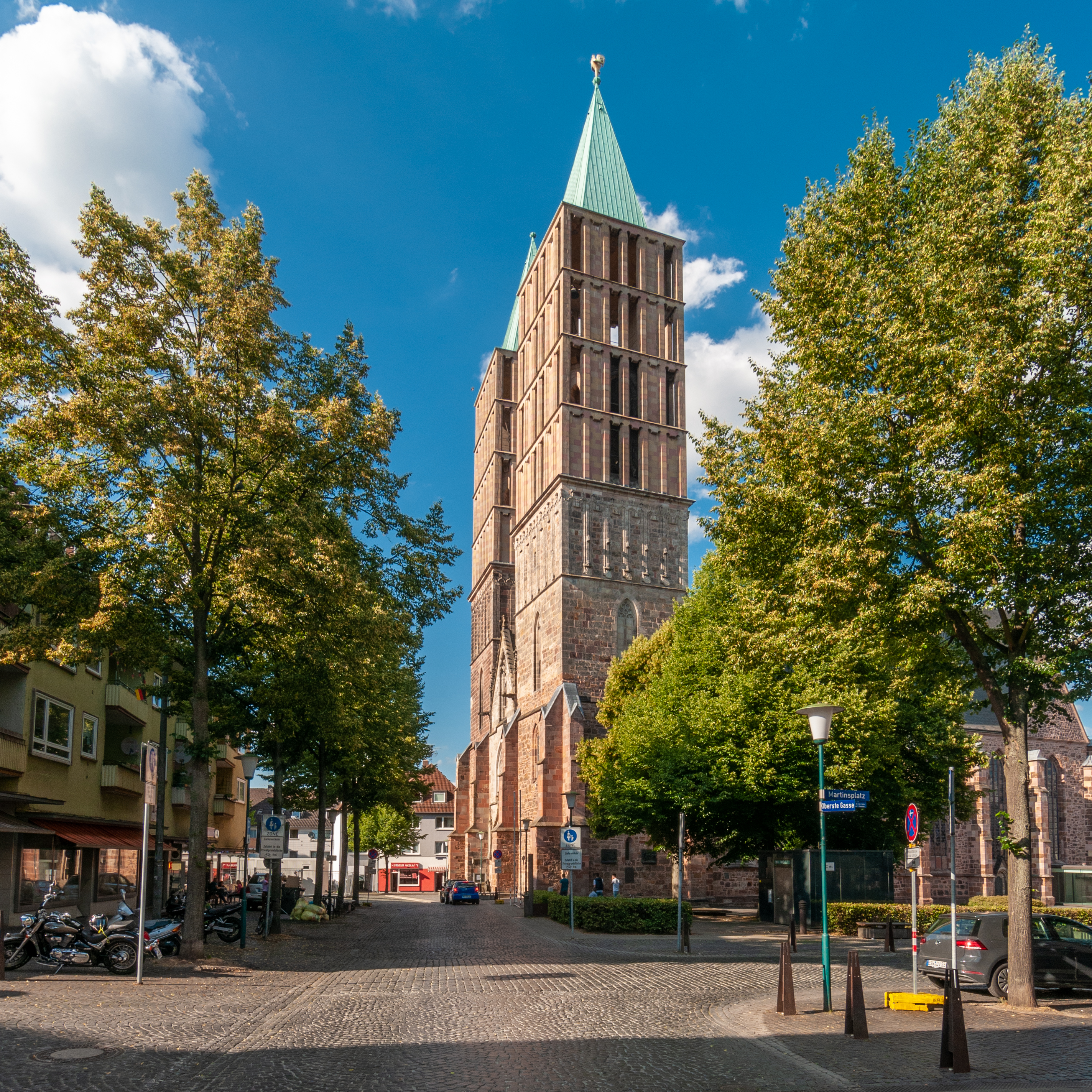
Мартінскірхе

До Реформації Кассель належав до Майнцького архієпископства. У 1526 році ландграф Філіпп започаткував процес реформації в землі Гессен. На початку XVII століття ландграф Гессена-Касселя, Моріц Вчений, видав наказ, який визнавав віросповідання Реформації.
Після того, як у зв'язку з Реформацією, всі католицькі громади Касселя були розпущені, з 1731 року в Касселі знову з'являються римо-католицькі прихожани, а з 1776 року знову були дозволені Богослужіння, тим більше, що сам колишній ландграф Фрідріх II став римо-католиком. З того часу частка римо-католиків постійно зростала, так що незабаром знову сформувалися незалежні парафії. З 1821 року ці парафії належать до єпископства Фульди. Старокатолицька громада, яка у першу чергу була заснована вимушено переселеними старокатоликами з Судетської області (єпископство Варнсдорф), має свій парафіяльний центр у районі міста — Vorderer Westen. Крім того в Касселі є також кілька православних парафій. Серед них Антіохійська православна церква, Російська православна церква та Сербська православна церква. Українська греко-католицька громада, яка належить до парафії Бл. Климентія Унівського у Франкфурті-на-Майні, відправляє Богослужіння щомісяця у каплиці лікарні Elisabeth-Krankenhaus.
Вже з 1960-х років існує велика кількість малих будинків молитви для ісламського населення з безліччю окремих течій.
Доведено, що вже з часів Середньовіччя у Касселі була єврейська громада. Століттями вона була невід'ємною частиною суспільства й існувала безперервно до 1930-х років, допоки варварство націонал-соціалістів не закінчило єврейське життя у Касселі. Знищення єврейських релігійних установ в місті розпочалося ще 7 листопада 1938 року членами СА і СС, одягнених у цивільний одяг, за два дні до погромів Кришталевої ночі. З 2301 людей єврейського віросповідання (1933) близько 300 членів спільноти наново заснували громаду після закінчення диктатури націонал-соціалізму. Завдяки високій імміграції в 1990-х роках, громада зросла до близько 1300 членів громади (станом на 2006 рік). У 2000 році було завершено будівництво нової синагоги недалеко від місця старої синагоги. Нову синагогу було відкрито 28 травня 2000 року.

## Культура

### Театр

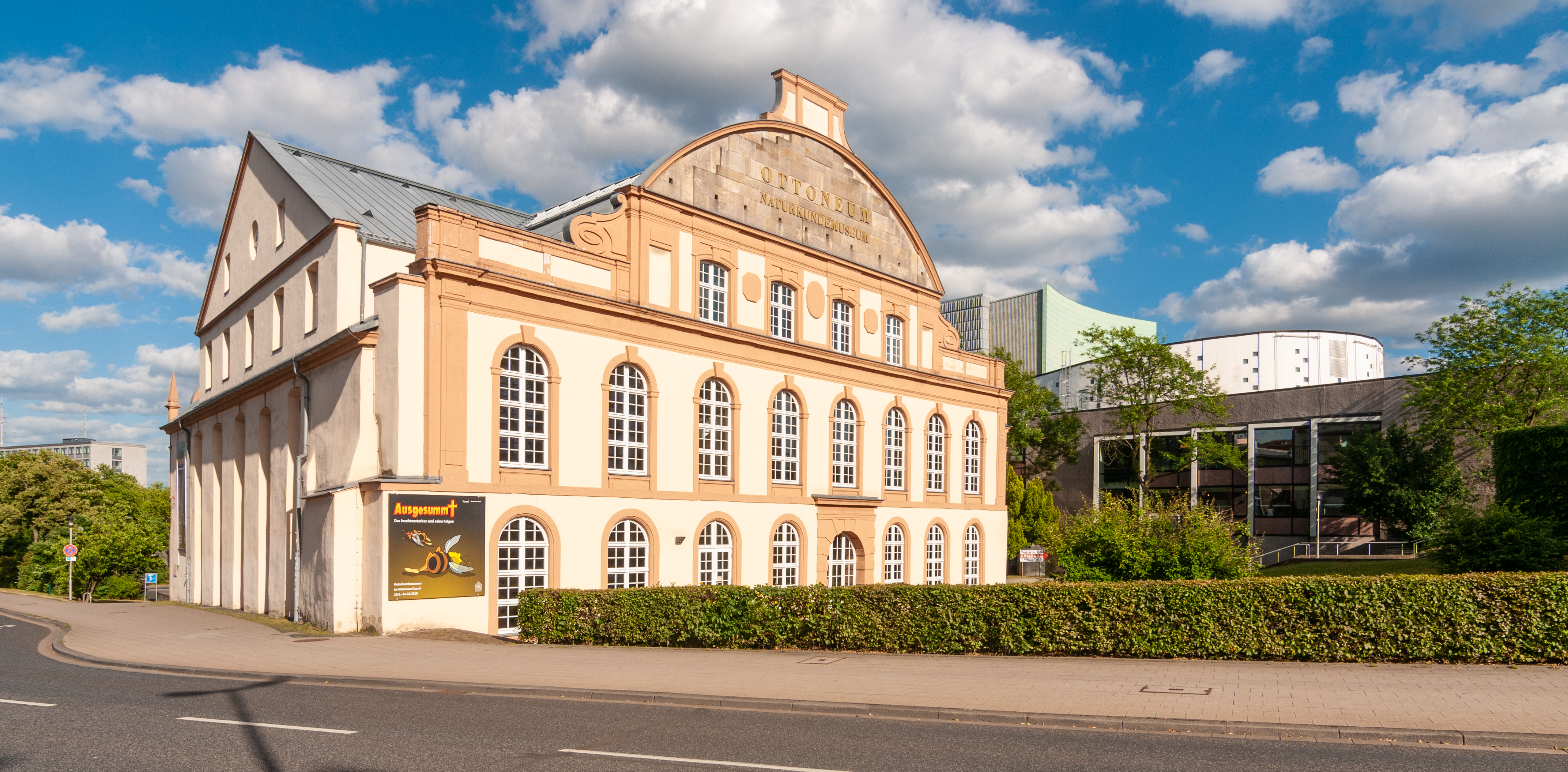
Оттонеум

Починаючи з XVI століття в Кассельському дворі виступали англійські театральні трупи. У 1605 році під керівництвом ландграфа Моріца було завершене будівництво Оттонеума, який вважається першою постійною театральною будівлею в Німеччині. Ландграф Моріц сподівався на розвиток німецького театру, однак намарно. Англійська комедія залишалась у центрі уваги театрального життя.
З початком Тридцятилітньої війни в 1621 році у Касселі зупинилося театральне життя. Тільки після того, як конюшня замку час від часу використовувалась для постановки опер та комедій, ландграф Карл доручив перебудувати колишній бальний зал в театр комедії. Перший оперний театр Касселя був відкритий у 1769 році. Театр постав з ініціативи ландграфа Фрідріха Другого перебудувати княжий палац, який знаходився на теперішній оперній площі.
У 1909 році була зведена нова монументальна, еклектична будівля з південно-східної сторони Фрідріхспляца, яка була сильно пошкоджена під час повітряних нападів у жовтні 1943 року і була знесена на початку повоєнних років. Спорудження наступної театральної будівлі має довшу історію: спочатку мав бути реалізований новий проєкт переможця конкурсу Ганса Шароуна, який у перебудові міста орієнтувався на історичну забудову площі. Замість цього, цей проєкт був відкинутий і замінений новим проєктом Пауля Боде, будівництво якого завершилось до 1959 року.
Директором театру Касселя є Томас Бокельман. Оркестр державного театру Кассеоя вважається одним з найстаріших у Німеччині і вперше згадується в 1502 році як Гофкапелле. Окрім державного театру в Касселі є кабаре та аматорські театри.

### Музеї, галереї і виставки

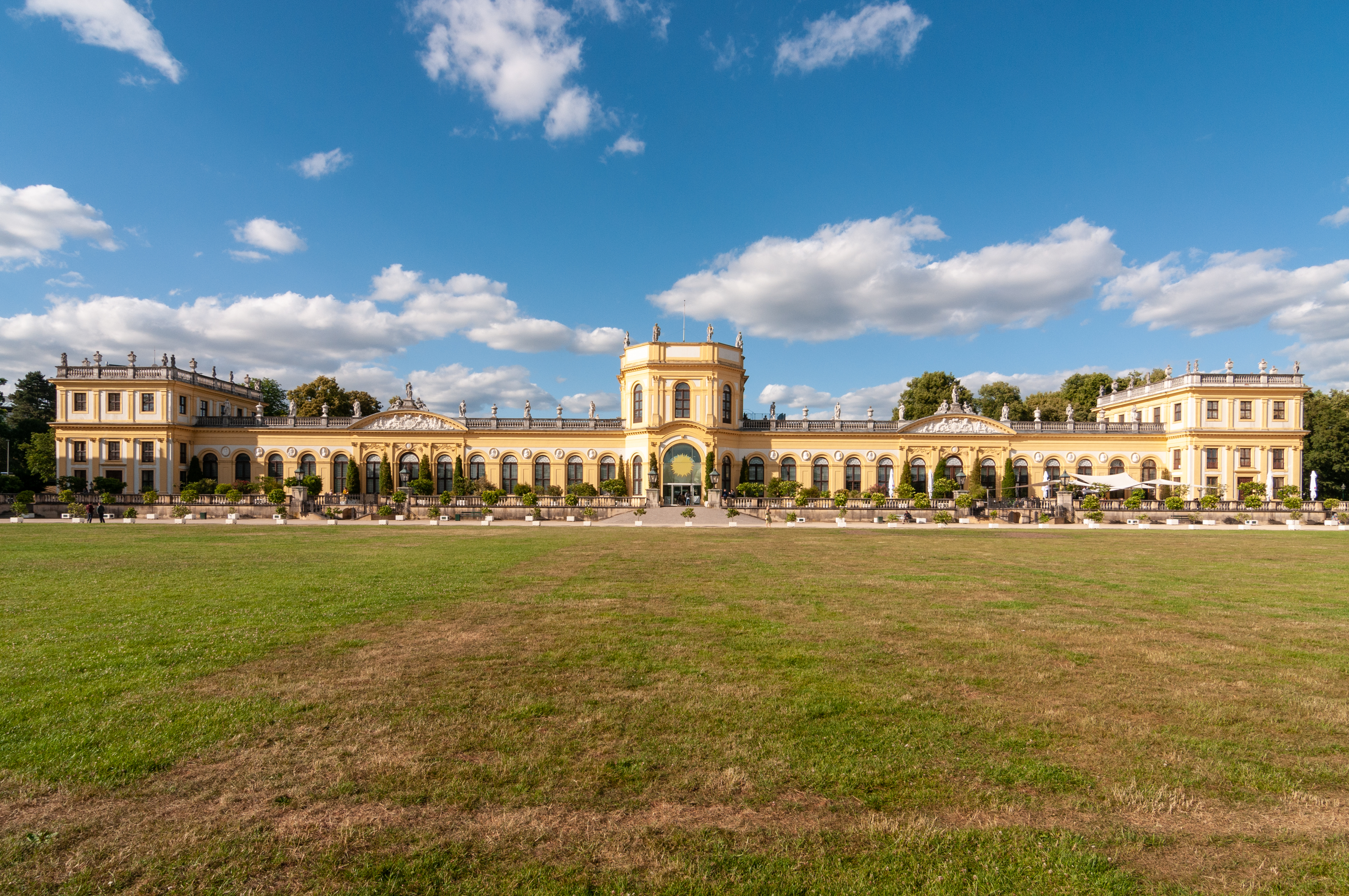
Оранжерея

Кассель налічує велику кількість визначних музеїв та галерей. Основою для сьогоднішнього музейного ландшафту міста Кассель були колекції ландграфів і курфюрстів Гессена та Касселя, державні музеї, замки та сади. Hessen Kassel Heritage займається адмініструванням і утриманням цієї спадщини міста. Фрідеріціанум, який знаходиться на площі Фрідріха (Фрідріхспляц), вважається першою публічною музейною спорудою на європейському континенті. Фрідеріціанум славиться своїми експозиціями сучасного мистецтва. Сусідня будівля Оттонеум розміщує колекції з історії природознавства. На Штендепляц знаходиться міський музей Касселя, який відкрився для відвідувачів після перебудови в 2016 році. У центральному вокзалі Касселя знаходиться музей Луї Шпора.

У 2015 році було відкрито новий музей — GRIMMWELT (Світ Грімм), присвячений братам Грімм, які провели довгий час у Касселі. 

### documenta
documenta — виставка сучасного мистецтва, яка проводиться протягом ста днів кожні п'ять років в м. Кассель, Німеччина. Виставка була заснована художником та куратором Арнольдом Боде в 1955 році як частина федеральної виставка садів для того, щоби представити німецькій публіці твори сучасного мистецтва, що не були доступними за часів націонал-соціалізму. Сьогодні виставка стала важливою подією у світі сучасного візуального мистецтва і збирає тисячі відвідувачів.

### Музичні заходи
У Касселі знаходяться визначні приватні та державні музичні заклади. До них належать: кассельський державний оркестр кассельського державного театру, музичне видавництво «Bärenreiter», музична академія міста Касселя, німецький архів музичної історії та міжнародна спілка Генріха Шютца. Щороку з кінця жовтня по середину листопада проходять кассельські музичні дні, на яких відбуваються різноманітні камерні, оркестрові і хорові концерти, а також сценічні постановки. Кожного року в парку Карлсауе під відкритим небом місцева газета HNA так кассельський державний театр організовують концерт HNA Sommer Open Air.

## Пам'ятки архітектури

### Визначні споруди
Старе місто Кассель — сьогодні район Мітте — було значною мірою зруйноване у 1943 році під час Другої Світової війни. Зважаючи на руйнування міста у війну і на повоєнне міське планування, на сьогоднішній день у Касселі не має цілісного історичного портрету. Проте, будучи колишнім містом-резиденцією, Кассель налічує безліч історичних будівель багатьох епох.
Одним з прикладів є протестантська Брюдеркірхе — друга найстаріша церковна будівля у місті. У центральному районі міста знаходяться наступні історичні пам'ятники: Рентгоф та Рондель, церква св. Мартіна (Мартінскірхе) з вражаючими вежами раннього повоєнного періоду, Оттонеум, Маршталь, руїни Цойґгауза, Карлсхоспіталь, Друсельтурм, руїни гарнізонної церкви, спрощено відбудована Карлскірхе, Фрідеріціанум, колони колишнього червоного палацу, шпиль старої Лютеркірхе з сучасною бетонною церквою та навколишні могильні пам'ятники старого міського кладовища.
У багатьох місцях кассельського міського ландшафту впадають в очі численні дуби, які були посаджені у рамках проекту митця Йозефа Бойса — соціальна скульптура «7000 дубів — міське озеленення замість міської адміністрації». Дерева були посаджені Йосефом Бойсом та волонтерами на вулицях і площах Касселя.
Найвищими спорудами в Касселі є шпиль Лютеркірхе (76 м), Геркулес (70,5 м) і подвійні шпилі церкви Святого Мартіна (Мартінскірхе) (69 м).

### Твори мистецтва та пам'ятники

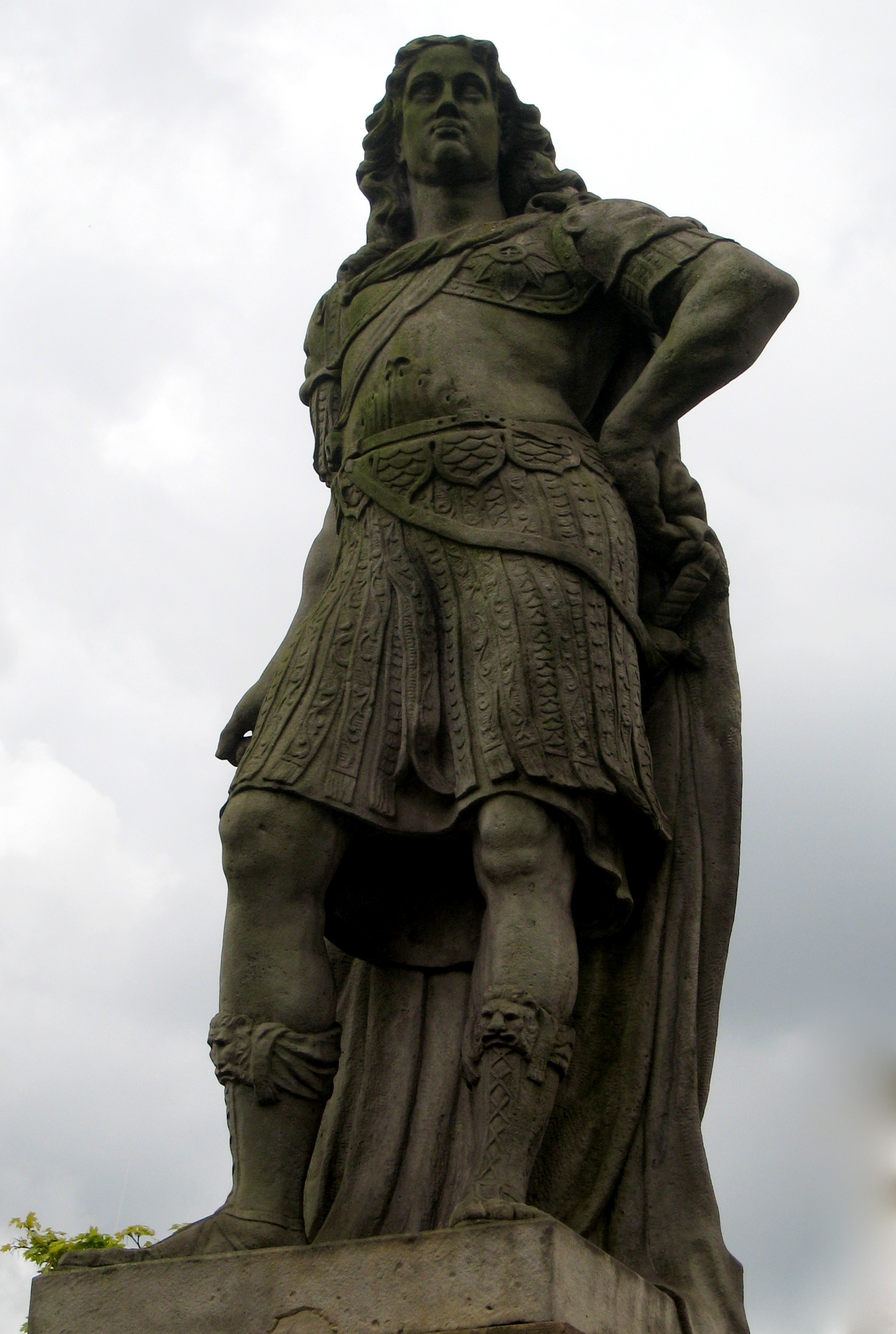
Приклад скульптури бароко: пам'ятник Ландграфу Карлу, (Бартоломеус Еггерс, 1686)
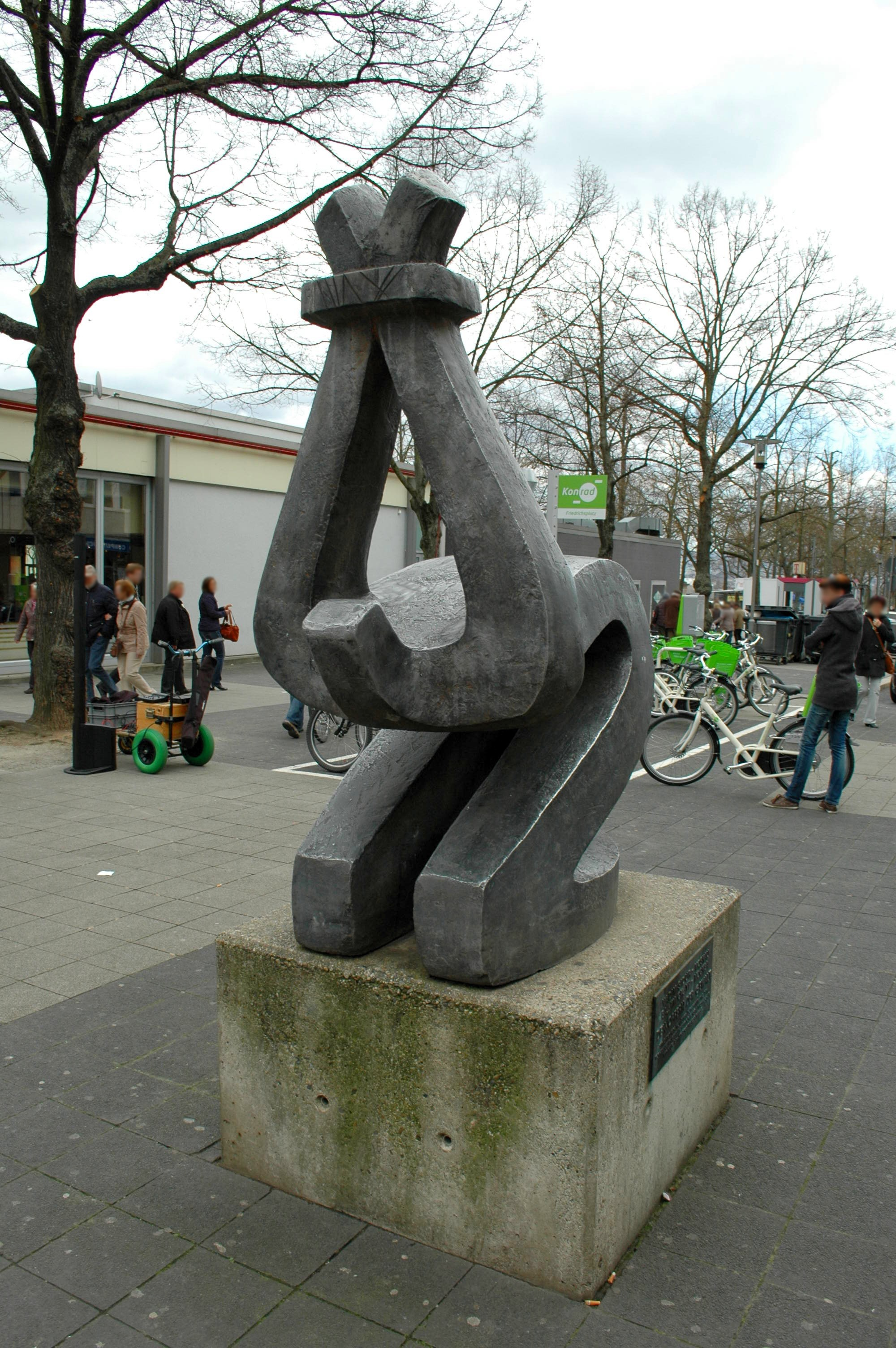
Пам'ятник Жертвам насильства в центрі міста (Вадим Сідур, 1974)
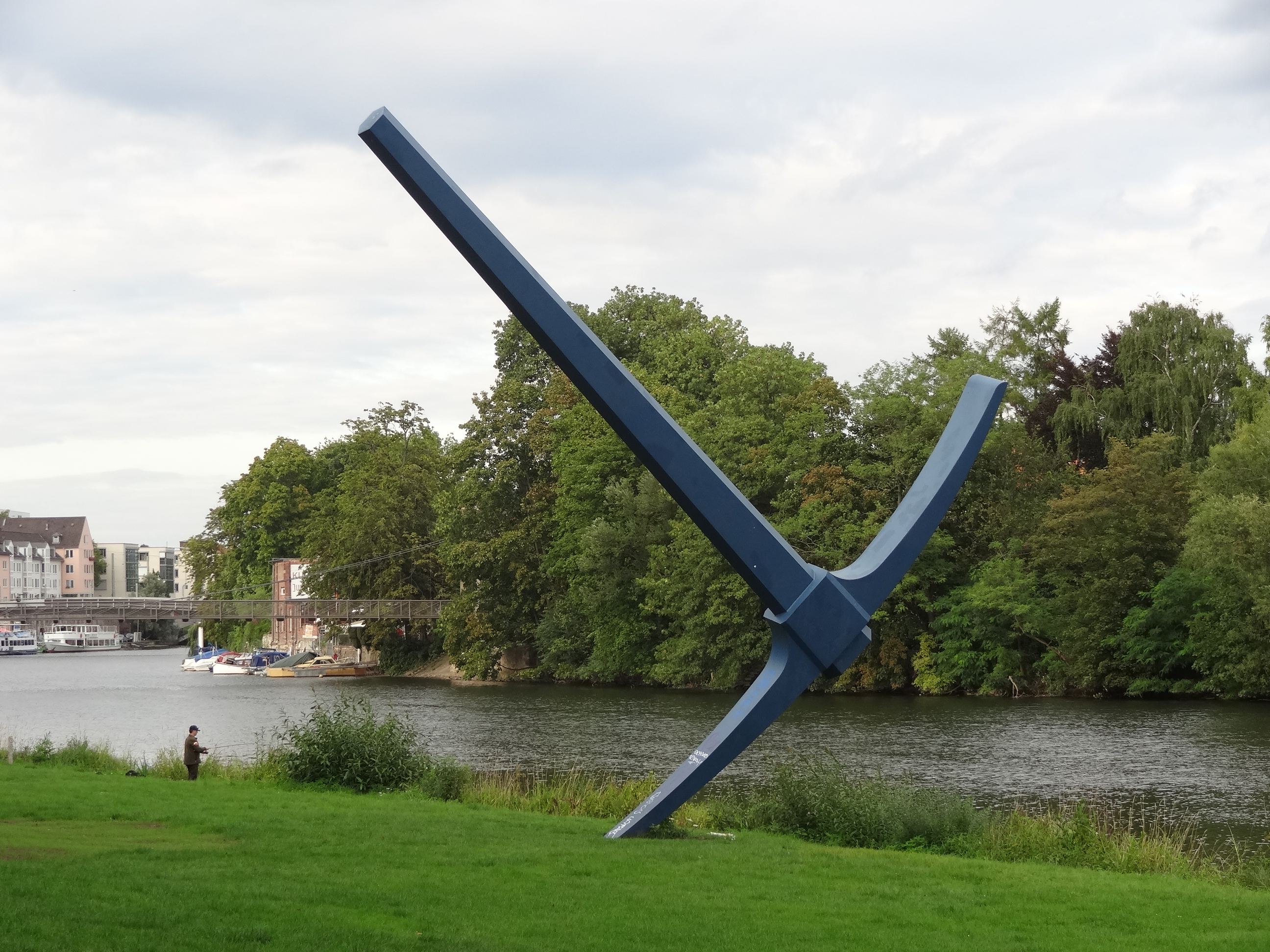
Геркулес кидає кирку-мотику (Клас Олденбург, 1982)
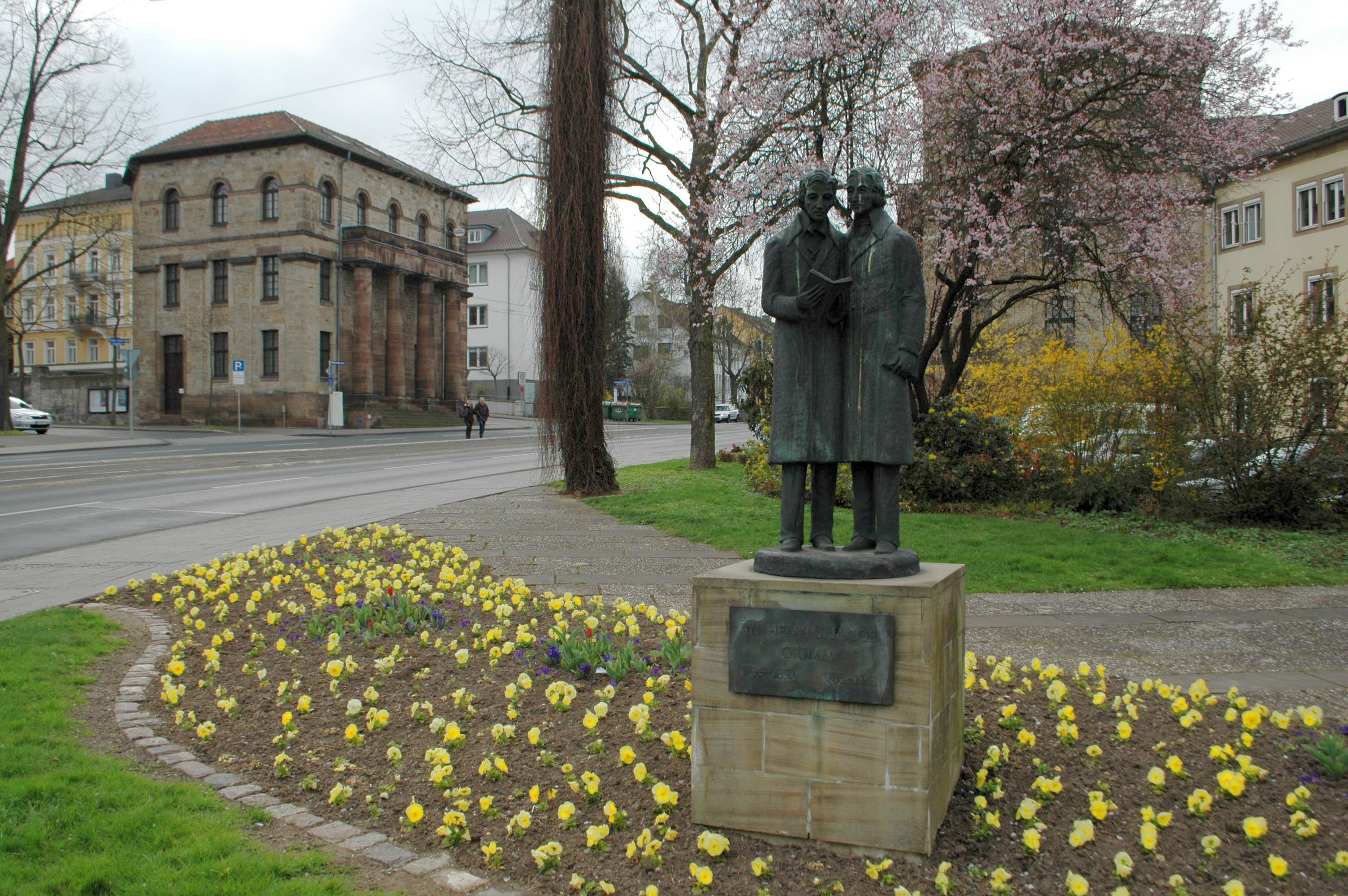
Пам'ятник братам Грімм на площі братів Грімм (Еріка Марія Віґанд, 1985)
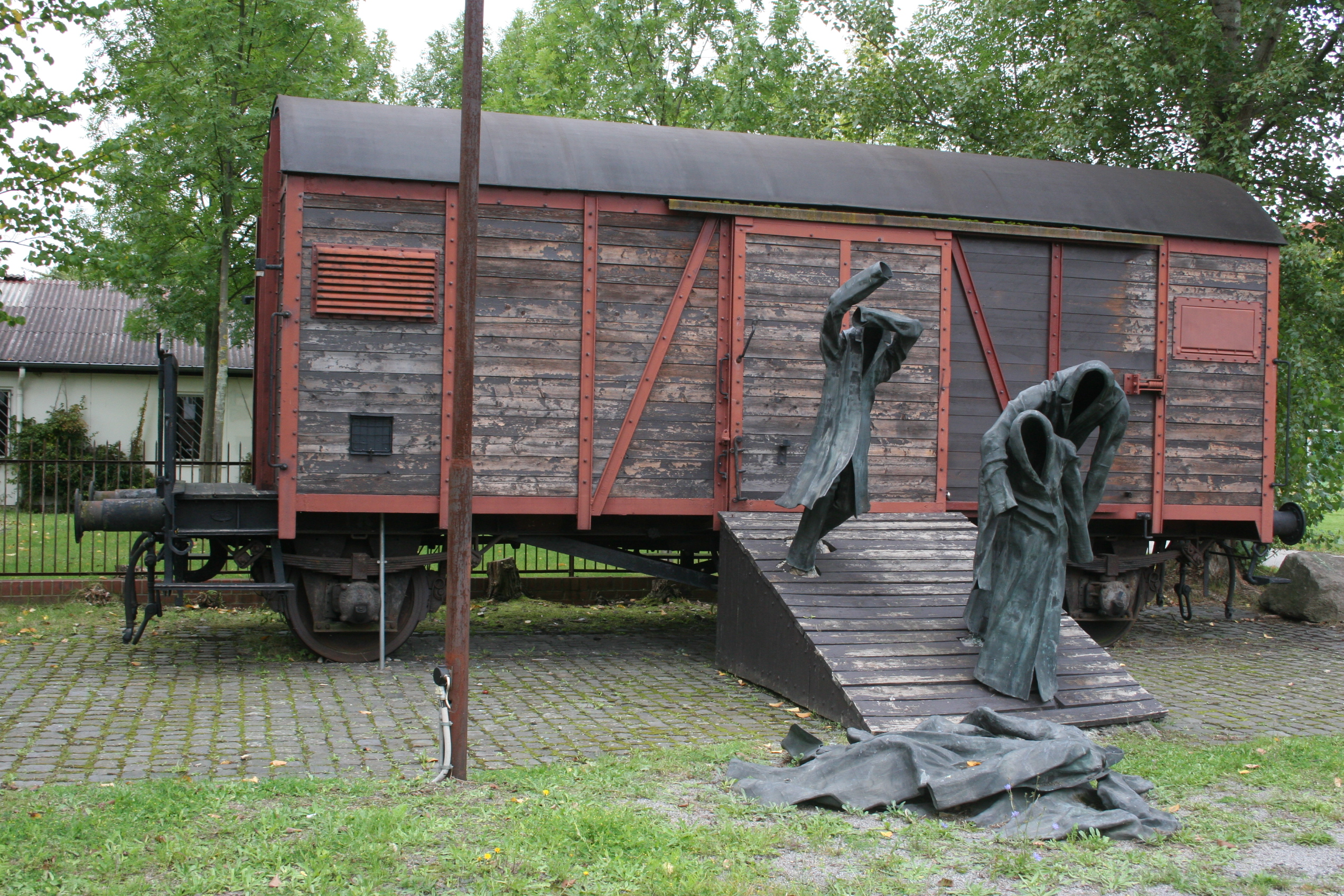
Пам'ятник Пандус (Die Rampe) (Е. Р. Нелє, 1985)

### Зелені зони та рекреаційні місця
Завдяки гірському парку Вільгема та Карлсауе Кассель є учасником Європейської спілки садової спадщини.
Гірський парк Вільгема
Гірський парк Вільгельма — нагірний парк площею 2,4 км² у гессенському місті Кассель (Німеччина). 23 червня 2013 року на 37-й сесії Комітету Світової спадщини ЮНЕСКО, що проходила у Камбоджі, Гірський парк Вільгельма був включений до списку світової спадщини ЮНЕСКО.
У 1696 році ландграф Карл розпочав спорудження парку як бароковий парковий ансамбль. У XVIII–XIX століттях парк був перероблений у англійський пейзажний парк. З 1 травня до 3 жовтня двічі на місяць парк зачаровує своїми водяними каскадами, які після включення парку до світової спадщини ЮНЕСКО щороку притягують все більшу кількість туристів.
Карлсауе та Фульдаауе
У заплаві річки Фульда знаходяться Карлсауе та Фульдаауе. Разом вони утворюють один з найбільших парків і одну з найбільших за протяжністю паркових зон відпочинку Німеччини.

## Міста-побратими
На даний час місто Кассель співпрацює з такими містами-побратимами:
- Нестеров, Росія, з 1915 року/оновлена співпраця з 1954 року
- Флоренція, Італія, з 1952 року
- Берлін, округ Мітте, Німеччина, з 1962 року
- Мюлуз, Франція, з 1965 року
- Вестерос, Швеція, з 1972 року
- Рованіемі, Фінляндія, з 1972 року
- Ярославль, Росія, з 1988 року
- Арнштадт, Німеччина, з 1989 року
- Рамат-Ган, Ізраїль, з 1990 року
- Ізміт, Туреччина, з 1999 року
- Новий Уренгой, Росія, з 2005 року

## Відомі особистості
До відомих особистостей, які народилися в Касселі, проживали в ньому, чи доклали зусиль для його формування, належать:
- Генріх Шютц (1585—1672) — німецький композитор і органіст раннього бароко. Вважається найвидатнішим німецьким композитором до Й. С. Баха
- Крістоф-Дітріх фон Роммель (1781—1859) — німецький інтелектуал, вчений-гуманіст, професор, історіограф
- Луї Шпор (1784—1859) — німецький скрипаль, композитор, диригент і педагог, один з перших представників романтичного стилю в музиці
- Брати Грімм: Якоб Грімм (1785—1863) та Вільгельм Грімм (1786—1859) — німецькі вчені і мовознавці, відомі за їхні публікації збірок казок і за праці в галузі мовознавства
- Пол Ройтер (1816—1899) — британець німецького походження, засновник агентства новин Рейтер
- Людвіг Монд (1839—1909) — британець німецького походження, хімік і підприємець
- Філіпп Шайдеман (1865—1939) — німецький політик і публіцист, соціал-демократ. Перший прем'єр-міністр Веймарської республіки
- Герхард Фізелер (1896—1987)  — німецький льотчик-ас Першої світової війни, інженер, авіаційний конструктор та підприємець, один з засновників вищого пілотажу
- Арнольд Боде (1900—1977) — уродженець м. Кассель, німецький художник, мистецтвознавець, куратор і педагог. Засновник documenta — міжнародної виставки сучасного мистецтва